# CATL Shenxing
CATL Shenxing ist ein Akkumulator von CATL.
Der Akkumulator ist ein Lithium-Eisenphosphat-Akkumulator und dient als Antriebsbatterie für Elektrofahrzeuge.
Im Jahr 2024 produzierte CATL 339 GWh Akkumulatoren für Elektrofahrzeuge, was fast 38 Prozent weltweiter Marktanteil entsprach und war damit weltweit auf Platz 1. Diese Akkus werden von Firmen wie Tesla, BMW, Mercedes-Benz, VW, Zeekr, Li Auto usw. verbaut.
Bei CATL sind etwa 20.000 Experten in der Forschung und Entwicklung in verschiedenen Spezialgebieten beschäftigt.
Im August 2023 stellte CATL eine Weiterentwicklung des Akkumulators M3P unter dem Namen Shenxing vor, der das Laden mit einer Laderate von 4 C erlaubt. D.h. der Akkumulator kann theoretisch in 15 Minuten aufgeladen werden. Die Schnellladefähigkeit soll sich durch Verbesserung des Kathodenmaterials ergeben haben, das „nano-kristallin“ aufgebaut ist, was die Beweglichkeit der Ionen verbessert. Auf der Anodenseite wurde die zweite Generation der „Ion Ring“-Technologie eingesetzt, das eine poröse Beschichtung des Graphits ist und hier die Leitfähigkeit verbessert.
Im April 2024 wurde die Verbesserung „Shenxing Plus“ vorgestellt, die mit einem „3D honeycomb-shaped“ porösem Material auf der Anodenseite die Energiedichte nochmals steigert, nun mit 205 Wh/kg auf Packebene, wobei eine neue „module-free CTP 3.0 technology“ für die Batterien eingesetzt wird.
Im April 2025 stellte CATL die 2. Generation der Shenxing Batterie vor. Der LFP-Akku hat eine Laderate von 12C, d. h. der Akku kann theoretisch in fünf Minuten geladen werden. Die maximale Ladeleistung liegt bei über 1,3 MW. Bei −10 Grad Celsius soll der Akku noch in 15 Minuten von 5 auf 80 Prozent laden. Nach Herstellerangabe kann mit diesem Akku ein Elektroauto 520 km Reichweite in fünf Minuten laden. Damit ist die Dauer des Ladevorgangs eines Elektroautos vergleichbar mit der Dauer des Tankvorgangs bei einem Auto mit Verbrennungsmotor.

## Weitere Akkumulatoren von CATL

### Qilin
Der Qilin-Akkumulator von CATL hat eine Laderate von 5C. Sie wurde beispielsweise im Elektroauto Li Mega verbaut. Dadurch kann der Akku des Autos in 10 Minuten von 10 auf 80 Prozent aufgeladen werden.

### Freevoy Dual Power Battery
CATL stellte im April 2025 die Freevoy Dual Power Battery vor. Sie besteht aus zwei Akkutypen in einem Gehäuse. Der erste Akkutyp ist ein LFP-Akku für die alltäglichen Fahrten gedacht. Dieser Akkutyp gilt als kostengünstig und langlebig. Der zweite Akkutyp ist eine NMC-Zelle (Nickel-Mangan-Kobalt), die eine höhere Energiedichte bietet – d. h. mehr Energie pro Kilogramm speichern kann. Neu ist die sogenannte „selbsterzeugende Anode“. Statt klassischem Graphit werden neue Materialien verwendet, die eine höhere Energiedichte ermöglichen. Die beiden Akkumulatoren arbeiten unabhängig voneinander, haben aber das gleiche Batteriemanagementsystem. Mit diesem zusammengesetzten Akkumulator soll eine Reichweite von 1500 km möglich werden.

### Naxtra
Im April 2025 stellte CATL den neuen Natrium-Ionen-Akku Naxtra vor. Die Energiedichte liegt bei 175 Wattstunden pro Kilogramm. Für Elektroautos sind damit Reichweiten von 500 km möglich. Die Laderate beträgt 5C, d. h. der Akku kann theoretisch in 12 Minuten aufgeladen werden. Bei −30 Grad Celsius kann die Batterie innerhalb von 30 Minuten von 30 auf 80 % geladen werden. Die Kapazität bleibt dabei zu 93 Prozent erhalten. Auch bei −40 Grad Celsius funktioniert der Akku noch, Das sind Werte, die bei Lithium-Ionen-Akkus meist nicht möglich sind.

## Produktion in Deutschland
Seit Ende 2022 hat CATL ein Werk in Arnstadt bei Erfurt – der erste Produktionsstandort von CATL in Europa. In dem Werk werden Batteriezellen und Batteriemodule für deutsche Automobilhersteller gefertigt. Der Standort entstand im Industriegebiet „Erfurter Kreuz“.